# Grupo Empresarial Antioqueño
Le Grupo Empresarial Antioqueño (GEA, Groupe d'Affaires de l'Antioquia), également connu sous le nom de Sindicato Antioqueño, est un conglomérat colombien basé dans le département d'Antioquia. Il est composé d'environ 125 entreprises. Bien que, juridiquement parlant, une telle entité n'existe pas, il est considéré comme le premier keiretsu colombien,. Il est dirigé par quatre grandes entreprises : Bancolombia, Inversiones Argos, Suramericana de Inversiones, et Grupo Nacional de Chocolates.
Le Grupo Empresarial Antioqueño réunit plus de 10 000 actionnaires et représente en 2008 environ 5,5 % du Produit Intérieur Brut (PIB) de la Colombie. En 2021, il représente 7,1 % du PIB.
Il détient une grande influence sur les autorités publiques, les régimes juridiques, les droits de propriété et les politiques économiques dans la région de Medellín.

## Entreprises du groupe
- Bancolombia
- Inversiones Nutresa
  - Comercial Nutresa
  - Compañía Nacional de Chocolates
  - Compañía Nacional De Chocolates de Perú S.A.[6]
  - Compañía de Galletas Noel
  - Compañía de Galletas Pozuelo D.C.R.
  - Industrias de Alimentos Zenú
  - Dulces de Colombia
  - Colcafé
  - Meals de Colombia
  - Pastas Doria
  - Rica Rondo
  - Frigorífico Suizo
  - La Bastilla
  - Hermo de Venezuela
  - Frigorífico Continental
  - Tecniagro
  - Comarrico
- Fabricato
- Inversiones Argos
  - Cementos Argos
  - Cementos Colón
  - Corp. Incem
  - Port Royal
  - CINA
  - Savannah Cement
  - Southern Star Concrete, Inc.
  - Concrete Express
  - Ready Mixed Concrete
- Inversura
  - Seguros SURA, anciennement Compañía Suramericana de Seguros
  - Compañía Suramericana de Seguros de Vida
  - Interoceánica de Seguros
  - EPS SURA, anciennement Susalud
  - ARP SURA, anciennement Suratep
  - Seriauto
  - Administradora de Fondos de Inversión Suramericana
  - Gerencia Prestación servicios de Salud
  - IPS Punto de Salud, IPS Punto de Vista, AVANCE, Salud en Casa
  - Compañía Suramericana de Capitalización
  - Centro para los Trabajadores CPT
  - Interoceanica de seguros
- Internacional Ejecutiva de Aviación